# Pack Horse Library Project

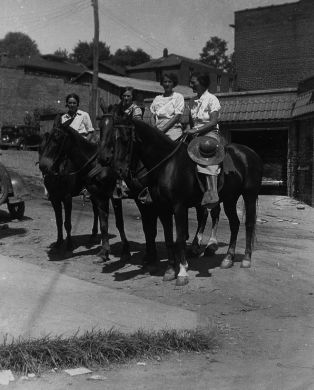
Bibliotecarios de caballos de carga listas para comenzar a entregar libros

El proyecto Pack Horse Library fue un programa de Works Progress Administration (WPA) que se encargaba de llevar libros a regiones remotas de los Apalaches entre 1935 y 1943. Las mujeres estuvieron muy implicadas en este proyecto que llegó a tener 30 bibliotecas diferentes. Las bibliotecarias ecuestres eran conocidas con diferentes nombres,  como  "mujeres libreras", "damas de los libros" o "bibliotecarias de caballería". El proyecto ayudó a dar empleo a unas 200 personas y prestó servicio a cerca de 100.000 residentes de la zona rural de Kentucky.

## Contexto

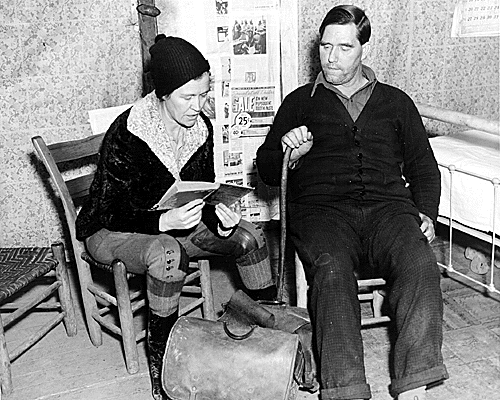
Una bibliotecaria ecuestre lee en voz alta a un hombre en las montañas de Kentucky.

Debido a la Gran Depresión, y a la falta de presupuesto, la Asociación de Bibliotecas de Estados Unidos estimó en mayo de 1936 que alrededor de un tercio de la población estadounidense no tenía un acceso "razonable" a los materiales de las bibliotecas públicas.
El este de Kentucky es un zona rural que se encuentra geográficamente aislada de gran parte del país. Antes de la creación del proyecto Pack Horse Library, muchas personas de la zona de los Apalaches de Kentucky no tenían acceso a los libros. El porcentaje de población analfabeta en el este de Kentucky rondaba el 31 por ciento. Las personas que vivían en áreas rurales, en su mayoría inaccesibles, querían alfabetizarse, y veían la educación como una forma de escapar de la pobreza.
Si bien hubo bibliotecas itinerantes, creadas por la Federación de Clubes de Mujeres de Kentucky a partir de 1896, la falta de carreteras y de centros de población en el este de Kentucky desaconsejó la creación de la mayoría de los servicios de las bibliotecas públicas en esos lugares por lo que las bibliotecas itinerantes dejaron de funcionar en 1933. En Kentucky, 63 condados carecían de servicios bibliotecarios a principios de la década de 1930.
La primera biblioteca Pack Horse, creada en Paintsville, en 1913, fue puesta en marcha por May F. Stafford. Contó con el apoyo de un magnate local del carbón, John CC Mayo, y cuando Mayo murió, en 1914, el programa finalizó por falta de fondos. Elizabeth Fullerton, que trabajaba en proyectos de mujeres y con profesionales en la WPA, decidió reutilizar la idea de Stafford. En 1934, un pastor presbiteriano que dirigía un centro comunitario en el condado de Leslie ofreció su biblioteca a la WPA, siempre que la organización financiara a las personas que debían llevar los libros a la población que tenía difícil el acceso a los materiales de la biblioteca. Así se puso en marcha la primera biblioteca ecuestre,  administrada por la Federal Emergency Relief Administration (FERA) hasta que la WPA se hizo cargo de ella en 1935. En 1936, había ocho bibliotecas ecuestres en funcionamiento.

## Descripción

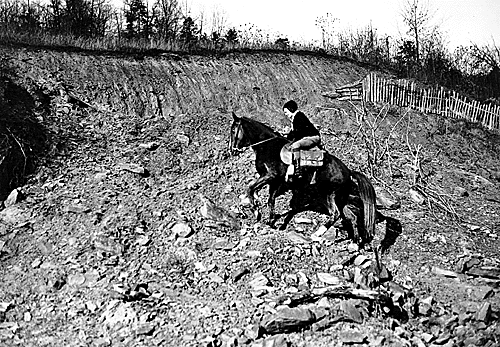
Los senderos podían ser difíciles y peligrosos, excepto donde la WPA había completado su programa de carreteras de la granja al mercado.

La Pack Horse Library fue un proyecto federal dirigido por Ellen Woodward. El programa se desarrolló entre 1935 y 1943. Las "mujeres libreras" estaban contratadas por la WPA y trabajaban entregando libros en los Apalaches, a caballo o en mulas, con un salario mensual de unos 28 dólares. Los libros se entregaban en los hogares de los campesinos y en las escuelas rurales. Todos los ejemplares provenían de donaciones hechas al programa WPA, mediante el cual se pagaban los sueldos de las supervisoras y transportistas.
Los miembros de la comunidad no solo tenían que donar libros, sino también proporcionar instalaciones para su almacenamiento y otros suministros necesarios para las bibliotecarias. Cada biblioteca local contaba con una empleada, o bibliotecaria responsable, que se encargaba de las diversas tareas, y, entre cuatro y diez, porteadoras de libros que se ocupaban de entregar los volúmenes en las escuelas de la montaña y en las granjas. La responsable de la biblioteca gestionaba las donaciones en la sede, reparaba los libros y preparaba los artículos para la entrega. En muchos de estos trabajos reutilizaban objetos como cajas de queso para hacer catálogos de fichas de biblioteca o placas de matrículas dobladas como sujetalibros. Las bibliotecarias se reunían mensualmente en sus instalaciones centrales para celebrar lo que ellas llamaban "conferencias". La mayoría de las personas involucradas en el proyecto de la Pack Horse Library eran mujeres. En muchos casos los únicos miembros de la familia que aportaban un sueldo.
Las porteadoras proporcionaban sus propios caballos o mulas, algunos de los cuales los alquilaban a los agricultores locales. En algunos casos las rutas eran tan empinadas que una bibliotecaria, Grace Caudill Lucas, tuvo que conducir su caballo a través de los acantilados. En otras zonas la profundidad del agua era tan profunda que "congelaba sus pies en los estribos". Una bibliotecaria, tras la muerte de su mula, decidió hacer un recorrido a pie de 18 millas. Hubo otra que tenía una mula tan vieja que optó por caminar con su animal parte de la ruta en lugar de montar sobre la caballería. Las mujeres hacían su ruta al menos dos veces al mes; cada una cubría de 160 a 193 kilómetros por la semana, lo que sumaba una media de 7.894 km. Los paquetes que transportaban podían contener alrededor de cien libros.

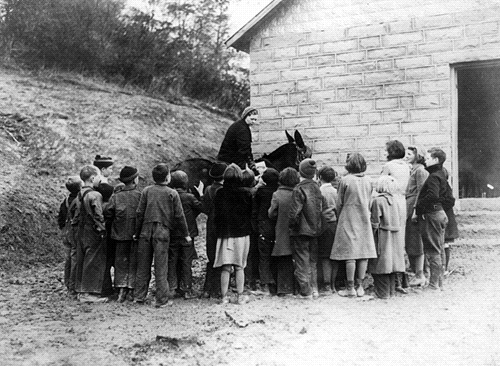
Las bibliotecarias de Pack Horse realizaban visitas regulares a las escuelas en la montaña. La pequeña escuela de piedra que se muestra en la fotografía fue construida por la WPA en Kentucky para reemplazar el antiguo edificio de madera.

Los libros se elegían según las preferencias de los usuarios de la bibliotecas y luego iban rotando entre las diferentes localidades. Los fondos reunían principalmente libros infantiles. Maggie Mae Smith, supervisora de la biblioteca ecuestre del condado de Whitley, dejó escrito cómo los niños corrían detrás de las bibliotecarias para decirles «Tráiganme un libro para leer». El catálogo de los adultos estaba centrado en temas de actualidad, historia, religión y biografías. La Biblia era uno de los libros más solicitados, junto con otros de "literatura instructiva". Entre los más populares se encontraban Robinson Crusoe y las obras literarias de Mark Twain. Las mujeres, además, disfrutaban leyendo revistas ilustradas y publicaciones sobre salud y crianza de los hijos. Un aspecto singular de la colección eran los libros de recetas y de patrones de acolchado creados por las mujeres que iban anotando sus favoritos en carpetas que luego se compartían por la zona. Los álbumes de recortes también contenían pedazos de papel recortados de otros libros y revistas. Finalmente, se crearon más de 200 libros diferentes generados por los usuarios y bibliotecarias. En 1938 adquirieron cuatro reproductores y cuarenta películas que hacían circular por las diferentes bibliotecas para que la gente pudiera ver las primeras imágenes en movimiento. Los libros tenían tal demanda que un joven era capaz de caminar 13 kilómetros hasta la biblioteca más cercana para obtener nuevos libros. En 1936, se distribuyeron alrededor de 33 000 libros entre unas 57 000 familias. El período de préstamo de cada ejemplar solía ser de una semana.
La Parent Teacher Associations (PTA) y los clubes de mujeres de Kentucky fueron una ayuda clave para conseguir fondos y comprar nuevos libros. Lena Nofcier, quien participó en la promoción del programa de donación de libros a través de la PTA, ayudó a recaudar dinero mediante campañas de recolección de libros y donaciones de centavos. En Paintsville, Kentucky, la asociación Daughter of the Americana Revolution (DAR) ayudó a pagar los gastos de envío de los libros donados. La responsable de la biblioteca de Paintsville, Stafford, también solicitó libros al editor de The Courier-Journal. El proyecto Pack Horse Library contó con el apoyo de las asociaciones de padres y maestros de Kentucky y con las comunidades locales que llevaron a cabo campañas de recolección de libros y jornadas de puertas abiertas para apoyar a las bibliotecas.
El Proyecto de Biblioteca Pack Horse no solo distribuía libros sino que además proporcionaba lecciones para la lectura. Las bibliotecarias y las mujeres libreras también leían en voz alta a las familias y eran vistas como educadoras que llevaban nuevas ideas a zonas aisladas. Para hacer su labor, tuvieron que enfrentarse a la desconfianza de la comunidad hacia los extraños y lidiar con una "hostilidad hacia cualquier influencia externa". Las bibliotecarias lograron superar esta actitud hasta tal punto que informaron sobre una familia que se negaba a trasladarse a un nuevo condado porque carecía de un servicio bibliotecario ecuestre.
El proyecto finalizó en 1943, cuando la WPA dejó de financiar el programa. Si bien las comunidades locales intentaron mantener las bibliotecas en funcionamiento, no lo consiguieron por falta de fondos. Solo en la década de 1950 las comunidades remotas tendrían acceso a las bibliotecas móviles.

## Ubicaciones

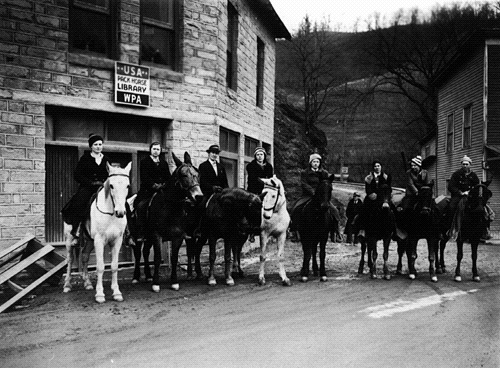
Transportistas en Hindman, Kentucky.

El programa de la WPA puso en marcha cerca de 30 bibliotecas ecuestres que prestaron servicio a unas cien mil personas de las diferentes zonas montañosas. Y atendieron a cerca de 155 escuelas en estos condados.
En 1935 se inauguró una de las primeras sedes de la biblioteca en el condado de Breathitt. También Campbellsville abrió otra biblioteca el 3 de noviembre de 1938. La responsable del proyecto fue Louise S.Van Cleve. Ese mismo año se puso en marcha una nueva biblioteca con un catálogo de cerca de 1.000 libros y 3.000 revistas en Burkesville en el condado de Cumberland.
En 1938 se abrió una biblioteca en el condado de Floyd, que con el fin de obtener libros planificó llevar a cabo una jornada de puertas abiertas en Prestonsburg. La supervisora del condado de Floyd era Grace Moore Burchett, responsable también de los servicios en Prestonsburg, Martin, Lackey y Wheelwright. El condado de Greenup inauguró una biblioteca en 1939. En Hindman se encontraba la ubicación central del condado de Knott, que contaba con una biblioteca ecuestre desde 1935. En 1937 se abrió otra biblioteca en el condado de Lee, y una de las sedes principales estaba ubicada en Lexington. El condado de Letcher también tenía su propia biblioteca.
London, Kentucky, en el condado de Laurel, tenía una de las bibliotecas más céntricas. El centro estaba dirigido por Ethel Perryman, quien a su vez era responsable local de la WPA. Londres también sirvió como área de recepción central para donaciones de libros. Malcolm McLeod, esposa del jefe del departamento de inglés de Carnegie Tech, quien envió sus donaciones a Londres y dirigió un programa central de distribución de libros desde Pittsburgh.
La primera zona en tener una biblioteca ecuestre fue el condado de Johnson, Paintsville. La colección de Leslie fue donada por su ministro, Benton Deaton, quien puso en marcha el proyecto en el Centro Comunitario Wooton. En 1941 existía una biblioteca en el condado de Martin. La sede de la biblioteca ecuestre en Morehead experimentó un incendio en 1939. En el condado de Owsley tenían una biblioteca en 1937. Paintsville, Kentucky revivió su idea original de biblioteca ecuestre cuando esta pudo ser financiada por la WPA, al frente de la cual se encontraba May F. Stafford.  La biblioteca de Painstville había crecido hasta tener alrededor de 5.000 libros en 1938.
El coste estimado del alquiler y los servicios públicos para operar en la instalación central de la biblioteca era alrededor de 40 dólares al mes. La biblioteca de Pikeville estaba dirigida por Naomi Lemon. La escuela Pine Mountain era la sede de la biblioteca en el condado de Harlan, que se había abierto en 1937.  La supervisora de la biblioteca en el condado de Harlan era Ann Richards, empleada de la WPA. En 1936 la WPA comenzó la planificación para la apertura de una biblioteca ecuestre en Somerset, Kentucky, a cargo de Imogene Dutton. En 1937, se abrió otra biblioteca en el condado de Whitely, a cargo de Maggie Mae Smith.

## Medios de comunicación
La serie de NPR The Keepers, «historias de activistas, archiveros, bibliotecarios deshonestos, curadores, coleccionistas e historiadores», dedicó un capítulo a las bibliotecarias Packhorse del este de Kentucky. El capítulo se emitió originalmente en Morning Edition el 13 de septiembre de 2018.
También se puede escuchar un "corte del director" de la historia a través del podcast de Radiotopia "The Kitchen Sisters present".

## Otras lecturas
- George T. Blakey (15 de julio de 2014). Hard Times and New Deal in Kentucky: 1929--1939. University Press of Kentucky. pp. 64-. ISBN 978-0-8131-6213-3.